# 挪威教堂 (加的夫)

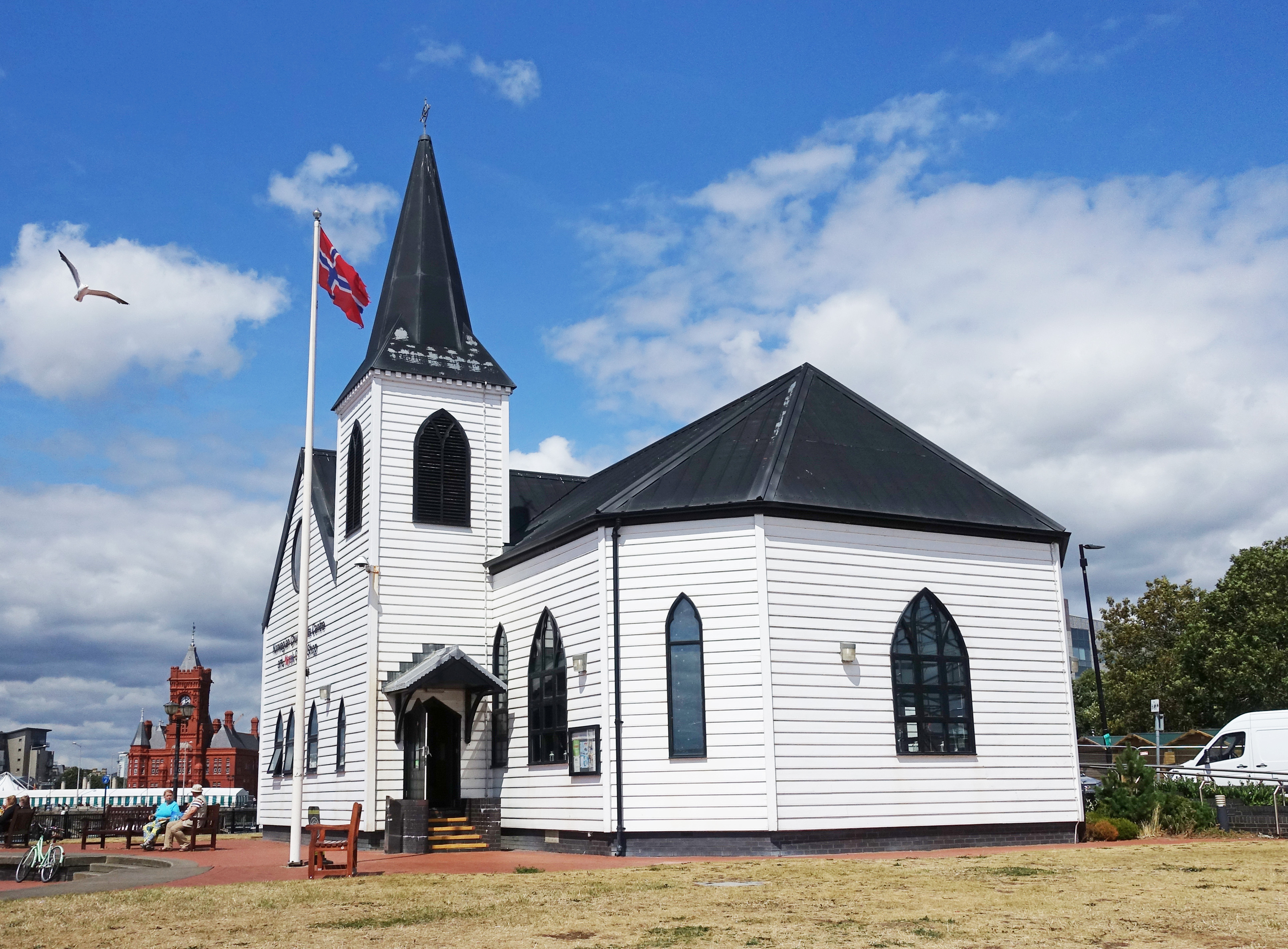

挪威教堂（英語：Norwegian Church）是位於英國威爾斯首都加的夫的一座建築物。此處在歷史上曾是一座路德宗教堂，是卡迪夫的挪威人社區的宗教場所。在19世紀時，卡迪夫和倫敦、利物浦並為英國三大港口之一，聚集有眾多挪威人。教堂竣工於1868年12月。後因卡迪夫的挪威人口減少，教堂在1974年關閉。現在挪威教堂是一座藝術中心。

## 外部連結
- Official Website （页面存档备份，存于）